# أكتوبر 1938
0 10 20 9101112131415
الأحداث التالية وقعت في أكتوبر 1938:

## 1 أكتوبر1938 (السبت)
- بدأت القوات الألمانية احتلال تشيكوسلوفاكيا.[1]
- بدأت معركة Wanjialing.
- فاز فريق شيكاغو كابز بلقب الدوري المحلي بفوزه 10-3 على الكاردينالات سانت لويس في المباراة الثانية.[2]
- ولد: ستيلا ستيفنز، ممثلة، في مدينة يازو، ميسيسيبي

## 2 أكتوبر1938 (الأحد)
- بولندا احتلت Teschen.[3]
- توفي: ألكساندرو أفريسكو، 79 عام، جنرال روماني وسياسي